# (24779) Presque Isle
(24779) Presque Isle est un astéroïde de la ceinture principale.

## Description
(24779) Presque Isle est un astéroïde de la ceinture principale. Il fut découvert par Carolyn S. Shoemaker et David H. Levy le 23 juillet 1993 à l'observatoire Palomar. Il présente une orbite caractérisée par un demi-grand axe de 2,595 UA, une excentricité de 0,229 et une inclinaison de 16,067° par rapport à l'écliptique.
Il fut nommé en référence à la ville de Presque Isle où réside l'Université du Maine aux États-Unis.

## Compléments